# Злий двійник
Ата́ка «злий двійни́к» (англ. Evil twin) — різновид фішинга, вживана в бездротових комп'ютерних мережах. Атакуючий створює копію бездротової точки доступу, що знаходиться в радіусі прийому користувача, тим самим підміняє оригінальну точку доступу двійником, до якого підключається користувач, відкриваючи зловмисникові можливість доступу до конфіденційної інформації.
Виявити, а тим більше запротоколювати факт розкрадання інформації вкрай складно. Проте, бездротові мережі набувають все більшої і більшої популярності, тому незабаром загроза від такого роду атак може стати цілком реальною. Атакуючи відкриту бездротову мережу цим способом не потрібно попередньо зламувати захищену мережу з метою отримання пароля.